# The Grudge (2004)
The Grudge is een Amerikaanse horrorfilm uit 2004 en een remake van de Japanse film Ju-on. De film werd genomineerd voor onder meer de Saturn Award voor beste horrorfilm.

## Verhaal
De Amerikaanse medisch studente Karen Davis (Sarah Michelle Gellar) loopt stage bij de thuiszorg in Japan. Wanneer een verpleegster niet komt opdagen voor haar werk, gaat Karen in haar plaats naar een vervallen huis waar ze Emma Williams (Grace Zabriskie) aantreft, een oude Amerikaanse vrouw die stokstijf voor zich uit staart in een lege kamer. Terwijl Karen de aangeslagen vrouw verzorgt, hoort ze boven vreemde geluiden. Het huis blijkt vervloekt te zijn met een bovennatuurlijke kracht. Er is hier iemand met geweld om het leven gekomen en de kwade energie is nooit meer verdwenen, The Grudge (de wroeging).

## Verleden van het huis
Kayako Saeki (Takako Fuji) is een moeder. Ze woont met haar man Takeo (Takashi Matsuyama) en haar zesjarige zoontje Toshio (Yuya Ozeki) in een huis in Japan. Kayako is heimelijk verliefd op de leraar Peter Kirk van haar zoontje en krijgt een obsessie door hem. Ze schrijft alles over die leraar in een klein boekje en de obsessie wordt groter. Door haar slordigheid vindt haar man het boekje ergens op de grond. Wanneer ze thuiskomt ziet ze haar man met het boekje in zijn handen. Hij mishandelt haar en breekt haar nek. Zijn zesjarige zoontje ziet alles gebeuren van boven op de trap en Takeo grijpt hem dan om hem te verdrinken in het bad. De zwartharige kat van de familie wordt vervolgens ook slachtoffer van zijn moorddadige razernij. Hij verbergt de lijken op zolder waarna hij zichzelf ophangt.
Een vloek wordt geboren. Een Japans gezegde beweert Als er in woede of verdriet iemand sterft, wordt er een vloek geboren op de plek waar diegene is gestorven. Wie in aanraking komt met die plek wordt ook vervloekt.
Waarom is de haat en woede zo sterk van Kayako dat er een sterke vloek wordt geboren?
Kayako's moeder was lang geleden een vrouw die via rituelen kwade geesten uit andere mensen haalde.
Ze stopte de geesten en al het slechte in Kayako. Kayako is jarenlang zo door haar moeder behandeld. Toen ze werd vermoord, kwam er door de duisternis van al die geesten in haar en door haar eigen woede een heel sterke vloek vrij.

## Rolverdeling
| - Sarah Michelle Gellar als Karen Davis - Jason Behr als Doug McCarthy - KaDee Strickland als Susan Williams - William Mapother als Matt Williams - Clea DuVall als Jennifer Williams - Grace Zabriskie als Emma Williams - Bill Pullman als Peter Kirk | - Rosa Blasi als Maria Kirk - Ted Raimi als Alex Jones - Ryo Ishibashi als detective Nakagawa - Yōko Maki als Yoko - Takako Fuji als Kayako Saeki - Yuya Ozeki als Toshio Saeki - Takashi Matsuyama als Takeo Saeki |

## Trivia
- The Grudge bracht wereldwijd meer dan $184.474.000 op.
- Het vervolg (The Grudge 2) verscheen zowel in de VS als in Nederland op 13 oktober 2006 in de bioscoop
- The Grudge 3 verscheen in mei 2009 rechtstreeks op dvd. Deze film werd geregisseerd door Toby Wilkins, Takashi Shimizu regisseur van de eerste twee delen was producent van deze film.